# Jules Huret

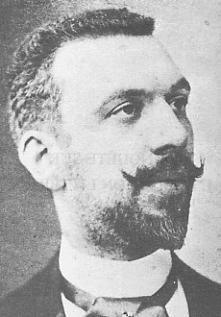
Jules Huret

Jules Huret (* 8. April 1863 in Boulogne-sur-Mer; † 14. Februar 1915 in Paris) war ein französischer Journalist, der im Wesentlichen durch seine Interviews mit Schriftstellern bekannt wurde.

## Leben
In einer Fischerfamilie geboren, begann Huret im Alter von 15 Jahren im Büro des Bürgermeisters von Boulogne-sur-Mer zu arbeiten, um seiner verwitweten Mutter zu helfen. 1881 gründete er eine kleine Literaturzeitschrift. 1885 ging er nach Paris und wurde dort Schulbuchredakteur im südlichen Stadtgebiet des Rive Gauche. 1886 arbeitete er ein halbes Jahr für L’Événement von Edmond Magnier, dann für verschiedene andere Tageszeitungen. 1890 engagierte ihn Valentin als ständigen Mitarbeiter für L’Écho de Paris. Im März 1891 begann er dort seine berühmte Enquête sur l’évolution littéraire, eine Reihe, in der er 64 Schriftsteller befragte, unter denen auch Émile Zola, Octave Mirbeau und Maurice Barrès waren. Kernthema der Interviewserie war Lage und Perspektiven der französischen Literatur sowie die Auseinandersetzung der „Psychologie-Anhänger gegen die Naturalismus-Anhänger“ und der „Symbolismus-Anhänger gegen die Parnassien-Anhänger“. Das Postulat dieser Interviews, das von den Interviewten akzeptiert werden musste, war die Anwendung des darwinistischen Evolutionsprinzips auf das Feld der Literatur, das ebenfalls ein Schlachtfeld sei, auf dem der Stärkste sich durchsetzen und überleben würde.
Später spezialisierte er sich auf die Interviewtechnik und praktizierte sie mit hohem Perfektionismus. Mit seinen 64 Autoreninterviews machte Huret das geistige Wesen seiner berühmten Zeitgenossen mit genau so viel Takt wie Wirksamkeit erkennbar. 1892 wechselte er zur französischen Tageszeitung Le Figaro, wo er im selben Jahr eine Enquête sur la question sociale en Europe begann, die ihn nach Rom, Zürich, Wien, Deutschland und Russland führte. 1895 wurden ihm unter der Leitung von Antonin Périvier und Fernand de Rodays die Petite chronique des lettres du quotidien (Kurzbericht über die Briefe des Tages) und von 1896 bis 1899 die Chronique Théâtrale (Berichterstattung über die Theaterszene und -kultur) anvertraut. Ab 1902 unternahm er große Reisen ins Ausland, von wo aus er mit neuen Reportagen berichtete. Jules veröffentlichte in der Zeitung Le Figaro Recherchen über die Vereinigten Staaten von Amerika, die sein Freund Octave Mirbeau für den Literaturpreis Prix Goncourt vorschlug, sowie über Deutschland, über Argentinien, über Themen wie Universität, Politik, Armut und Kritikerrechte.
Von Juli 1906 bis Mai 1907 reiste Huret durch Deutschland und schrieb Reportagen über das ökonomisch und politisch zur Weltmacht strebende Kaiserreich. Er interviewte Industriekapitäne, hohe Politiker und Verbandsvertreter, unter ihnen August Thyssen, Heinrich Ehrhardt (Rheinmetall), Reichskanzler Bernhard von Bülow, und er schilderte und kommentierte das Bildungswesen, soziale Einrichtungen (Bethel), Junkertum und Militär ebenso wie das Alltagsleben, Syndikate und Kartelle, Antisemitismus um 1900 und „Die Polenfrage“.

## Veröffentlichungen
- Enquête sur l'évolution littéraire. Conversations avec MM. Renan, de Goncourt, Émile Zola, Guy de Maupassant, Huysmans, Anatole France, Maurice Barrès, Jules Lemaître, Stéphane Mallarmé, Paul Verlaine, Jean Moréas, Saint-Pol-Roux, Maurice Maeterlinck, Octave Mirbeau, Rosny, Joseph Caraguel, Paul Marguerite, Descaves, Leconte de Lisle, Catulle Mendès, François Coppée, Vacquerie, Claretie, etc., etc. Lettres de Jean Richepin, Ponchon, Édouard Rod, Joséphin Péladan, etc. (1891) Franz. Originaltext als pdf
- La Catastrophe du Bazar de la Charité (4 mai 1897). Historique du Bazar de la charité, la catastrophe. Documents recueillis et mis en ordre par Jules Huret (1897) Originaltext. Franz. Originaltext als pdf
- Enquête sur la question sociale en Europe (1897) Franz. Originaltext als pdf
- Sarah Bernhardt (1899)
- Loges et coulisses (1901) Franz. Originaltext als pdf
- Tout yeux, tout oreilles (1901) Franz. Originaltext als pdf
- Les Grèves. Enquête au Creusot, à Lille, Roubaix, Anzin, Lens, Marseille, Carmaux, Lyon, Saint-Étienne, Saint-Chamond (1902)
- En Amérique
  - De New York à la Nouvelle-Orléans (1904) Franz. Originaltext als PDF
  - De San Francisco au Canada (1905)
- En Allemagne
  - Rhin et Westphalie: prospérité, les villes, les ports, usiniers et philanthropes, les grands syndicats patronaux (1907) Franz. Originaltext als pdf. - Übersetzung von Elise von Kraatz: In Deutschland. I. Teil. Rheinland und Westfalen. [1907].
  - De Hambourg aux Marches de Pologne. - Übersetzung von Elise von Kraatz: In Deutschland. II. Teil. Von Hamburg bis zu den polnischen Ostmarken. [ca. 1908].
  - Berlin (1909). - Übersetzung von Nina Knoblich: In Deutschland. III. Teil. Berlin. [1909]. Auch als Reprint (1979) und Neuausgabe (1997).
  - La Bavière et la Saxe. - Übersetzung von Nina Knoblich: In Deutschland. IV. Teil. Bayern und Sachsen. [1910].
- En Argentine (2 volumes, 1911–1913) Franz. Originaltext als pdf
  - De Buenos-Aires au Gran Chaco
  - De la Plata à la Cordillère des Andes
- Rothschild et la question sociale (1920) Franz. Originaltext als pdf